# 黑石：星球突击
《黑石：星球突击》是一款由JAM Productions制作、Apogee Software发行的第一人称射击类游戏。本游戏为《黑石：黄金外星人》的续作，于1994年10月28日发行。本游戏使用了《德軍總部3D》的游戏引擎。
本游戏具有新的敌人和武器。
Apogee于2013年发布了本游戏的源代码。